# Julia Peresild
Julia Sergeevna Peresild (ryska: Ю́лия Серге́евна Переси́льд) född 5 september 1984 i Pskov i Ryssland, dåvarande Sovjetunionen. Rysk skådespelerska.
Hon har porträtterat den sovjetiska prickskytten Ludmila Pavlitjenko.
Hon planeras göra en resa till den Internationella rymdstationen (ISS), för att spela in en film kallad Vyzov. Resan är planerad till oktober 2021.

## Utmärkelser
- Guldörnen för bästa kvinnliga biroll. (2010)

## Rymdfärder
- Sojuz MS-19